# Incident de la mer Noire de 1986

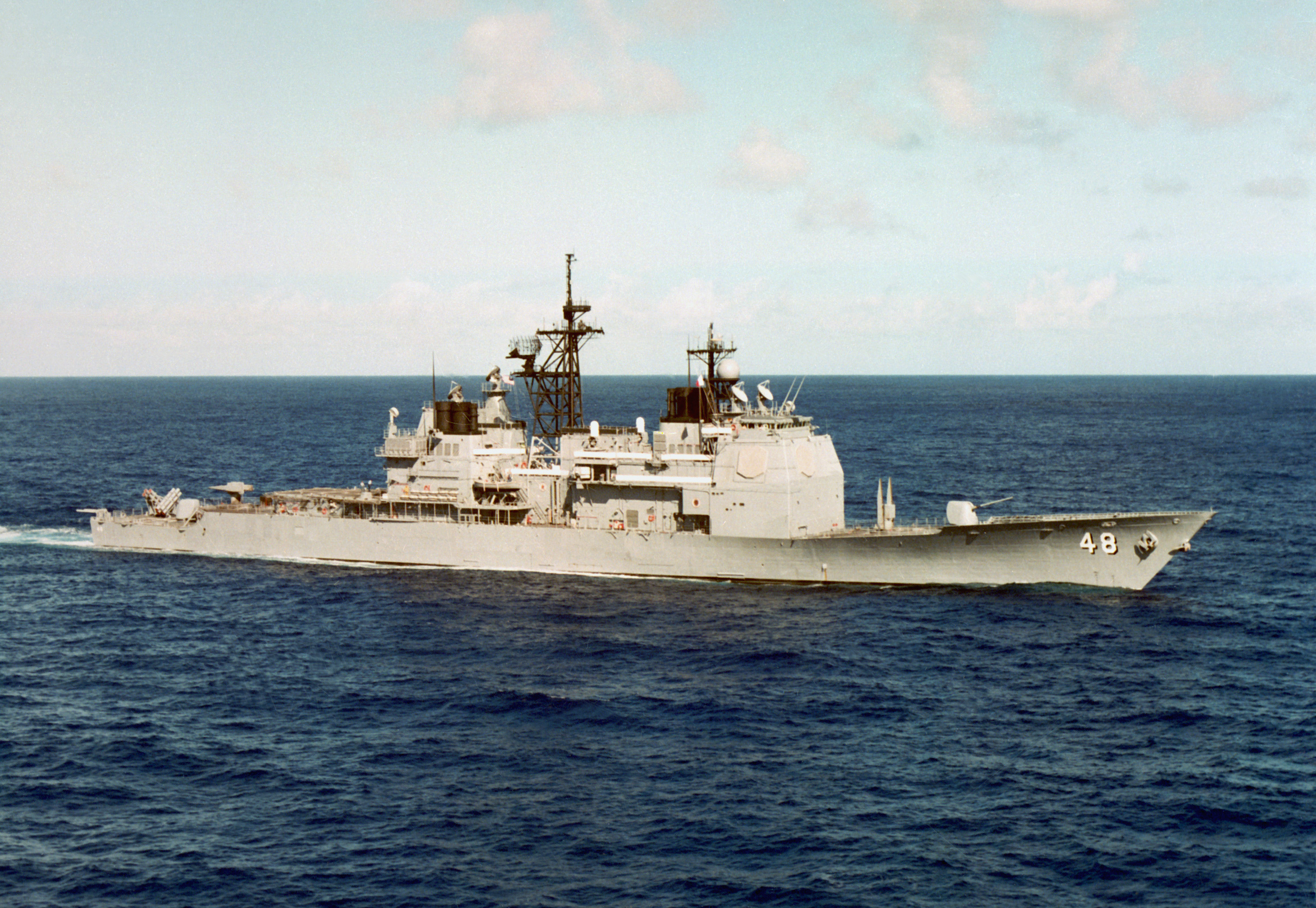
Vue avant tribord de l'USS Yorktown (CG-48)

Ne doit pas être confondu avec Incident de la mer Noire de 1988.
L'incident de la mer Noire de 1986 est un incident américano-soviétique impliquant la marine des deux pays, dans le contexte de guerre froide. Le 13 mars 1986, le croiseur américain USS Yorktown et le destroyer USS Caron tentent d'exercer leur droit de passage inoffensif en vertu du droit international dans les eaux territoriales soviétiques de la mer Noire, près du sud de la péninsule de Crimée. Ils sont alors confrontés à la frégate soviétique Ladny et aux navires des garde-frontières Dozorny et Izmail.
Les Yorktown et Caron restent dans les eaux territoriales soviétiques pendant environ deux heures. La situation se détériore lorsque les navires américains quittent la zone ; les répercussions diplomatiques se poursuivront pendant plusieurs semaines.